# Cibofobia
La cibofobia o ciborofobia es el miedo o aversión a comer. Frecuentemente es un síntoma que puede encontrarse en enfermedades psiquiátricas y puede ser causada por algunas patologías orgánicas, como la obstrucción pilórica, isquemia intestinal o neoplasias. Estas complicaciones se descartan mediante una endoscopia.
En muchos casos la aversión es la consecuencia de molestias posteriores a la ingesta alimentaria (náuseas, vómitos, dolor abdominal). Es decir, el enfermo ha experimentado molestias posteriores a la comida en reiteradas ocasiones por lo cual tiene miedo de comer.
La cibofobia puede ser causada por la emetofobia, el miedo a vomitar, donde la persona que tiene la fobia se preocupa de que los alimentos tengan patógenos dañinos que les pueda causar el vómito. Por lo general los emetofobicos comen alimentos con fecha de vencimiento más frecuentemente ya que pueden saber que están comiendo algo seguro sin tener que lavarlo. No solamente se aplica el lavar comidas también puede ser el leer fechas de vencimiento de bebidas y otros líquidos.
La inadecuada alimentación consecuente lleva a una importante pérdida de peso, que debe diferenciarse de la que generan algunas enfermedades como las neoplasias.
Aunque puede ser causa de esta fobia, es importante no confundirla con trastorno de alimentación selectiva, el cual consiste en una aversión a ciertos alimentos. 